# Jan Jabłoński (wiceminister)
Jan Jabłoński (ur. 16 maja 1920 w Warszawie, zm. 24 marca 1989) – polski działacz partyjny i państwowy, w latach 1978–1985 podsekretarz stanu w resortach związanych z gospodarką terenową i przestrzenną.

## Życiorys
Syn Franciszka i Janiny. Z wykształcenia ekonomista, absolwent Wydziału Inżynieryjno-Ekonomicznego Transportu Politechniki Szczecińskiej (1964). Podczas okupacji pracował jako szklarz i robotnik w grupie technicznej. Po powstaniu warszawskim w 1944 wywieziony na roboty przymusowe do III Rzeszy, trafił do warsztatów kolejowych we Frankfurcie nad Menem.
Po wojnie zamieszkał we Wrocławiu, gdzie w grudniu 1945 został zatrudniony w Prezydium Wojewódzkiej Rady Narodowej i doszedł do stopnia kierownika wydziału. Od 1946 należał do Polskiej Partii Socjalistycznej, następnie od 1948 do Polskiej Zjednoczonej Partii Robotniczej. Od 1948 do 1956 był członkiem POP i KZ oraz sekretarzem OOP PZPRN przy Wojewódzkich Radach Narodowych. W 1952 służbowo przeniesiony do Prezydium WRN w Koszalinie, gdzie przewodniczył Wojewódzkiej Komisji Planowania Gospodarczego, a następnie został wiceprzewodniczącym. Od 1968 zatrudniony w Urzędzie Rady Ministrów, gdzie był wicedyrektorem Biura ds. Terenowych Organów Administracji Państwowej oraz wchodził w skład POP i Komitetu Zakładowego PZPR. Pełnił funkcję podsekretarza stanu w Ministerstwie Administracji, Gospodarki Terenowej i Ochrony Środowiska (lipiec 1978–lipiec 1983) oraz Ministerstwie Administracji i Gospodarki Przestrzennej (lipiec 1983–listopad 1985).
W 1955 został odznaczony Złotym Krzyżem Zasługi i Medalem 10-lecia Polski Ludowej.
Został pochowany na Cmentarzu Wojskowym na Powązkach.